# Gordon William Hanson
Pour les articles homonymes, voir Gordon Hanson et Hanson.
Gordon William Hanson (18 juillet 1943-30 août 2020) est un homme politique canadien de la Colombie-Britannique. Il est député provincial néo-démocrate de la circonscription britanno-colombienne de Victoria de 1979 à 1991.
Hanson meurt en août 2020 à l'âge de 77 ans.